# 中国天主教教区列表
中国天主教教区列表包含中國大陸及臺灣地區、香港、澳門的天主教总教区、教区、宗座监牧区、宗座代牧區、宗座署理区等教務管區。因为历史原因，中国天主教教区又分为1946年起实行的划分（聖座承认）、以及現行教区划分（中国天主教主教团制定但聖座不承认）这两套系统。

## 聖座認定的教區及前史
最早在中國設立的教區是1307年設立的汗八里總教區，隨後分出刺桐教區和伊犁教區。這些教區在明朝建立後消亡，與現存的中國天主教教區沒有傳承關係。
1576年，從葡萄牙殖民地馬六甲教區分設澳門教區，範圍包括中國、日本和越南等地，是中國現存最古老的教區。1658年，從澳門教區分設南京宗座代牧區，管轄中國内地的教務，1690年升為教區。
自南京代牧區成立至1949年，中國天主教教區經歷了三次分化過程。
第一次發生在清朝初年，一批教區從南京教區分立，大小與一到兩個省份相當，如管轄直隸、山東二省的北京教區、管轄湖北、湖南二省的湖廣代牧區等。
第二次發生在清朝末年，大批教士來華傳教，在各地發展教會，每一省都至少擁有一個傳教區，一些通商口岸如重慶、廈門、煙台也較早擁有了獨立傳教區。
第三次發生在國民政府時期，每一省都被劃分為多個傳教區，并於1946年正式實行圣统制，将原有的传教区性质的代牧区改为正式的教区（不包括台灣）。兩岸分治後的1952年，台灣以中國教省之一的名義建立聖統制。
截至2022年，天主教在中国大陆、香港、澳门和台湾共设有21个总教区、101个教区、1个宗座代牧区、29个宗座监牧区以及2个宗座署理区。
※備註：
- 原则上按照设立先后顺序排列。
- 凡未注明年代者，均为1946年。
- 后面标注几个年代，表示几次升级，如自治区—监牧区—代牧区、教区。
- 因行政区划调整，部分教省与教区名称已与实际行政区划不同，圣座曾表示愿意公开地同中国主教们或政府对话解决相关问题[3]。中国天主教爱国会曾按中华人民共和国成立後的行政区划调整了教区（如宣化教区和西湾子教区合并为张家口教区），或将一些信徒较少的教区合并（如将江西省、湖南省、安徽省分别合并成一个教区），但未获得教廷承认（见下文）。
- 1946年中國聖統制成立後，香港教區在法理上一直屬於廣東教省，但目前香港教區實際並不受廣州總主教管轄，而是處於實際由聖座牧養的狀態[4][5]。澳門教區不属于任何教省。
- 台北總教區所在的台灣教省，雖然於名義上歸屬於中國，但由於1949年後海峽兩岸的分治，實際上已形成別於中國大陸的獨立聖統，也擁有獨立的主教團。請參見台灣地區主教團。

## 中國天主教主教團劃分的教區
圣座和中华人民共和国政府于1956年关系破裂后，中国天主教实行自主自办教会。此后，中国天主教教区多有变动，其情况有：（1）更名：有的因搬迁而更名，如于1980年由正定教区更名而成的石家庄教区，也有的是因地名变化而更名；（2）合并：如1959年7月4日，黑龙江省天主教代表会议决定将4个教区（吉林教区、延吉教区（黑龙江部分）、齐齐哈尔教区、佳木斯教区）合并为哈尔滨教区；（3）废止。此外，由于无法自行任命总主教，故各总教区陆续均改称教区。
以下列出现存教区划分。因香港教区、澳门教区及台湾教省和烏蘭巴托監牧區(在中國統治時期舊稱庫倫監牧區)现不属中国天主教主教团管辖，故下表不列。
※備註：
- 原则上按上表排列顺序不变。总教区均该教区，和其他教区并列。名称后注明更名时间。
- 凡未注明年代者，均为名称未变动者。

各教区变动情况罗列如下：
- 北京总教区成为北京教区
  - 正定教区1980年更名为石家庄教区
  - 献县教区1981年更名为沧州教区（代管廊坊教务）
  - 永平教区1980年更名为唐山教区（代管承德、秦皇岛教务；后2010年承德教区祝圣主教，管理承德教务）
  - 宣化教区、西湾子教区1980年合并更名为张家口教区
  - 赵县教区、顺德教区（部分）、永年教区（部分）、景县教区（部分）1980年合并更名为邢台教区
  - 永年教区（部分）、大名教区1980年合并更名为邯郸教区
  - 景县教区（部分）1980年更名为衡水教区
  - 易县监牧区1946年更名为易县教区
  - 安国教区、易县教区1980年并入保定教区
- 南京总教区成为南京教区
  - 海州监牧区、扬州监牧区1981年8月撤销。海州监牧区（部分）、扬州监牧区（部分）、海门教区（部分）并入南京教区；南京教区（部分）并入苏州教区；海州监牧区（部分）并入徐州教区
- 福州总教区成为福州教区
  - 邵武监牧区、建瓯监牧区、汀州教区（三明市）1999年合并更名为闽北教区
  - 福宁教区更名为闽东教区（年份不详）
  - 厦门教区（莆田市、仙游市）1999年划归福州教区；汀州教区（龙岩市、永定市、上杭市、长汀市）1999年划归厦门教区。
- 西安总教区成为西安教区
  - 兴安府监牧区更名为安康教区（年份不详）
  - 同州监牧区2001年正式更名为渭南教区
- 重庆总教区成为重庆教区
  - 康定教区1984年3月24日划归西昌教区代管。
  - 叙府教区1946年更名为宜宾教区，1992年定名为宜宾教区
  - 宁远教区1946年更名为西昌教区，1992年定名为西昌教区（年份不详）
  - 叙府教区（部分）1984年划归南充教区
  - 万县教区（部分）划归南充教区（年份不详）
  - 万县教区（部分）更名为万州教区（1997年后，年份不详）
  - 顺庆教区1946年更名为南充教区，1992年定名为南充教区
  - 嘉定教区1946年更名为乐山教区，1992年定名为乐山教区
- 奉天总教区成为沈阳教区，并同锦州教区、抚顺教区、营口教区于1981年9月合并更名为辽宁教区
  - 热河教区1958年6月更名为锦州教区；其承德市部分独立为承德教区
  - 吉林教区1958年重新建立
  - 吉林教区（黑龙江部分）、延吉教区（黑龙江部分）、齐齐哈尔监牧区、佳木斯监牧区1959年7月4日合并为哈尔滨教区；哈尔滨教区1983年更名为黑龙江教区
  - 延吉教区1947年停止活动；延吉教区（吉林部分）1959年并入吉林教区
  - 四平街教区、林东监牧区1959年并入吉林教区
- 杭州总教区成为杭州教区
  - 丽水教区由杭州教区、温州教区各代管一部分（年份不详）
  - 永嘉教区更名为温州教区（1949年后不久，年份不详）
- 汉口总教区成为汉口教区，同武昌教区、汉阳教区2000年合并更名为武汉教区
  - 老河口教区、襄阳教区、随州教区2000年合并更名为襄樊教区
  - 宜昌教区、恩施教区2000年合并更名为宜昌教区
  - 沙市教区2000年更名为荆州教区
  - 蒲圻教区、蕲春教区2000年合并为蒲圻教区
  - 蕲州教区更名为蕲春教区（年份不详）
  - 施南教区更名为恩施教区（年份不详）
  - 沙市监牧区更名为沙市教区（年份不详）
  - 随县监牧区更名为随州教区（年份不详）
- 昆明总教区成为昆明教区
  - 昭通监牧区更名为昭通教区（年份不详）
- 太原总教区成为太原教区
  - 潞安教区1982年7月15日被分为长治教区、晋东南教区
  - 榆次教区1982年7月15日更名为晋中教区
  - 绛州监牧区1982年7月15日更名为运城教区
  - 晋东南教区1985年更名为晋城教区
  - 汾阳教区（部分）1982年7月15日更名为吕梁教区
  - 洪洞教区1982年7月15日更名为临汾教区
  - 朔州教区（部分）、大同教区1982年7月15日合并更名为雁北教区
  - 雁北教区1988年分为朔州教区、大同教区
  - 太原教区（部分）、汾阳教区（部分）、朔州教区（部分）1982年7月15日合并成立忻州教区
  - 晋城教区、忻州教区由山西省天主教教务委员会直辖；现分别称晋城教会、忻州教会
- 开封总教区成为开封教区
  - 卫辉教区更名为安阳教区（年份不详）
  - 信阳教区划归驻马店教区代管（年份不详）
  - 归德教区更名为商丘教区（年份不详）
  - 新乡监牧区更名为新乡教区（年份不详）
- 贵阳总教区成为贵阳教区（见下）
  - 贵阳教区、安龙教区、石阡监牧区1999年合并更名为贵州教区
- 南昌总教区成为南昌教区（见下）
  - 南昌教区、吉安教区、余江教区、赣州教区、南城教区1981年合并更名为江西教区
- 济南总教区成为济南教区
  - 益都监牧区1958年6月更名为益都教区
  - 临清监牧区更名为临清教区（年份不详）
  - 威海卫监牧区更名为威海教区（年份不详）
  - 曹州教区1981年6月更名为菏泽教区
  - 沂州教区1981年6月更名为临沂教区
  - 阳谷教区、临清教区2004年合并更名为聊城教区
  - 烟台教区、威海教区2004年合并为烟台教区
  - 益都教区2004年更名为青州教区
  - 青州教区于2023年更名为潍坊教区
- 绥远总教区成为呼和浩特教区（见下）
  - 内蒙古自治区天主教爱国会第二届代表大会于1980年8月决定将内蒙古自治区天主教教区按行政区划划分为呼和浩特教区、赤峰教区、巴彥淖尔盟教区、包头教区、乌兰察布盟教区
- 长沙总教区成为长沙教区（见下）
  - 长沙教区、常德教区、衡州教区、沅陵教区、永州监牧区、澧州监牧区、岳州监牧区、湘潭监牧区、宝庆监牧区1991年合并重组为长沙教区、衡阳教区、常德教区、岳阳教区、澧县教区、沅陵教区
  - 长沙教区、衡阳教区、常德教区、岳阳教区、澧县教区、沅陵教区1999年合并更名为湖南教区
- 广州总教区成为广州教区
  - 惠阳教区1958年设立，管辖广东省范围内原属香港教区的教会
  - 澳门教区的中山、肇庆1958年划归江门教区
  - 惠阳教区1981年并入广州教区
  - 嘉应教区1981年更名为梅县教区；梅县教区1988年更名为梅州教区
  - 湛江教区1990年设立
  - 广州教区汕尾市1994年划归汕头教区；广州教区河源市1994年划归梅州教区
  - 江门教区茂名市1994年划归湛江教区
  - 韶关教区1946年更名为南韶连教区；复名韶关教区（年份不详）；1994年划归广州教区代管
  - 海南监牧区更名为海南教区（年份不详）
- 南宁总教区成为南宁教区（见下）
  - 南宁教区、北海教区、桂林教区、梧州教区2003年合并更名为广西教区
- 兰州总教区成为兰州教区
  - 秦州教区更名为天水教区（年份不详）
  - 西宁监牧区更名为西宁教区（年份不详）
  - 新疆监牧区更名为新疆教区（年份不详）
- 安庆总教区成为安庆教区（见下）
  - 安庆教区、芜湖教区、蚌埠教区2001年合并更名为安徽教区
  - 屯溪监牧区1997年撤并